# Mircea Savu
Mircea Savu (n. 1 decembrie 1956, comuna Aluniș, județul Cluj) este un general român, care îndeplinește în prezent funcția de comandant al Corpului 4 Armată Teritorial (fosta Armată a 4-a) (din 12 decembrie 2007).

## Biografie
Mircea  Savu s-a născut la data de 1 decembrie 1956, în comuna Aluniș (județul Cluj). Ambii săi bunici au fost veterani de război, unul dintre ei luptând chiar și în primul război mondial. "Ei mi-au povestit despre război, despre viața în armată. Apoi am citit literatură de război, am văzut filme, toate mi-au insuflat dragostea pentru armată", povestește el mai târziu.
A absolvit Liceul Militar „Ștefan cel Mare” din Câmpulung Moldovenesc (1975) și Școala militară de ofițeri activi de tancuri și auto din Pitești (1978), urmând apoi un curs de securitate europeană organizat de NATO la Oberammergau, Germania (1995), Cursul de stat major pentru operații multinaționale la UNAp, Cursul de management de la Universitatea Babeș-Bolyai din Cluj-Napoca (1998), Colegiul de Război al Armatei SUA și un masterat în studii strategice la Carlisle, Pennsylvania (2000), cursurile Universității Naționale de Apărare din China (2003).
După absolvirea Școlii de ofițeri în anul 1978, a parcurs toate treptele ierarhiei profesionale, mai întâi comandant de pluton (1978-1982), apoi comandant de companie (1982-1986) și din 1986 șeful pregătirii de luptă la un regiment de tancuri și șeful Secției Instrucție în statul major al Armatei a 4-a.
A îndeplinit funcția de comandant al Detașamentului român de legătură pentru spitalul militar de campanie din Mogadiscio (Somalia), în cadrul misiunii UNOSOM II (1995). În cadrul acestei misiuni, un număr de 268 de militari români lucrau într-un spital de campanie chiar lângă capitala Mogadiscio. În perioada mai 1996 - noiembrie 1997, a fost ofițer principal cu operațiile la Comandamentul din nord-estul Angolei (o altă țară frământată de războaie civile), în cadrul misiunii UNAVEM III.
„La început eram priviți cu ostilitate și am fost uneori atacați de rebeli. Dar nu noi asiguram paza, ci erau alții care se ocupau de securitatea noastră. În cele din urmă și-au dat seama că am venit să îi ajutăm și ne-au privit cu simpatie, chiar ne-au protejat după ce au văzut cum eram. Aveam resurse și făceam eforturi fantastice să îi ajutăm. Numeroase femei au născut când am fost în Somalia și și-au botezat copii cu nume românești. (...) Somalia este una dintre cele mai sărace țări de pe glob, în care pirateria, banditismul și traficul de arme sunt activități care susțin. Dar cel mai mult m-a impresionat suferința copiilor, lipsa lor de perspectivă. Mi-a fost dat să văd copii de 9-10 ani care purtau arme și care ucideau fără milă. Pentru ei viața nu are nici o valoare, iar a ucide este o joacă. ”—Mircea Savu
În perioada august 2000 – aprilie 2003 a comandat Brigada 6 Tancuri din Târgu Mureș, iar între  aprilie 2003 – februarie 2004  a fost comandant al Brigăzii 81 Mecanizate din Bistrița. În această perioadă a fost înaintat la gradul de general de brigadă (cu o stea) la 1 decembrie 2002 . La data de 15 februarie 2004  a fost numit șef al Direcției Doctrină și Instrucție din Statul Major General, iar la 15 iulie 2005 a preluat funcția de șef al Direcției Operații din SMG. A fost înaintat la 1 decembrie 2004 la gradul de general-maior (cu 2 stele) .
La data de 12 decembrie 2007, generalul-maior Mircea Savu a fost numit în funcția de comandant al Corpului 4 Armată Teritorial "Mareșal Constantin Prezan” din Cluj (fosta Armată a IV-a).
Ca recunoaștere a activității desfășurate la cele două misiuni ale Națiunilor Unite, i-au fost acordate Medalia de Merit a ONU „În serviciul păcii” pentru operația UNOSOM II și Medalia ONU pentru „Servicii deosebite” pentru operația UNAVEM III.
Generalul-maior Mircea Savu vorbește fluent limbile engleză și franceză. El este căsătorit și are o fiică.